# متعددة النووانيات مبغضة الأحماض
متعددة النووانيات مبغضة الأحماض (الاسم العلمي: Polynucleobacter acidiphobus) هي نوع من البكتيريا، سلبية الغرام، تتبع جنس المتعددة النووانيات.